# (38856) 2000 SH87
2000 SH87 (asteroide 38856) é um asteroide da cintura principal. Possui uma excentricidade de 0.25535750 e uma inclinação de 8.84283º.
Este asteroide foi descoberto no dia 24 de setembro de 2000 por LINEAR em Socorro.